# Class America
Pour les articles homonymes, voir Class.
Class America est une jauge de course de voiliers qui a été définie en 1988 par l'International America's Cup Class (IACC). Ce type de voiliers a participé à la Coupe de l'America et la Coupe Louis-Vuitton de 1992 à 2007. Sans être identiques, les bateaux correspondent tous à une formule prédéfinie, de manière à garantir des performances globalement équivalentes tout en encourageant la recherche et l'expérimentation. Ils succédèrent aux 12 Metre, présents sur la compétition depuis 1958 et dont les syndicats challengers et defenders réclamaient le remplacement.
Le premier Class America à avoir été construit est le Class America F1, d'après les plans de l'architecte Philippe Briand.

## La formule
La formule utilisée pour la jauge de la 32e Coupe de l'America (2007) est la suivante :
{\displaystyle {\frac {L+1{,}25\times {\sqrt {S}}-9{,}8\times {\sqrt[{3}]{DSP}}}{0{,}686}}\leq 24{,}000\;{\text{mètres}}}
dans laquelle :
- L est la longueur (en mètres) ;
- S est la surface de la voilure (en mètres carrés) ;
- DSP est le déplacement (en mètres cubes).

Ainsi, les bateaux mesuraient en moyenne 25 mètres pour un déplacement de 24 tonnes (dont 19 tonnes de lest), un mât de 35 mètres et une surface vélique de 325 m2 au près et de 750 m2 au portant. Ils étaient manœuvrés par un équipage de dix-sept personnes.

## Abandon de la classe
À l'issue de l'édition 2007 de l'America's Cup, Brad Butterworth annonça la conception d'une nouvelle classe pour la prochaine édition. Le syndicat Alinghi développa et tenta de promouvoir l'AC90 avec Alinghi 5 mais la perte du trophée contre USA 17 de Oracle Racing en 2010 y mit fin prématurément. La dernière régate en Class America  a été courue à Dubaï en novembre 2010 à l'occasion de la dernière épreuve du Trophée Louis-Vuitton, remportée par Emirates Team New Zealand, skippé par Dean Barker.

## Voir Aussi